# Tod A. Maitland
Tod A. Maitland (Nova Iorque, 1957) é um sonoplasta estadunidense. Foi indicado ao Oscar de melhor mixagem de som em três ocasiões por seu trabalho como engenheiro de som cinematográfico.

## Prêmios e indicações
- Indicado: Oscar de melhor mixagem de som - Seabiscuit (2003)
- Indicado: Oscar de melhor mixagem de som - JFK (1991)
- Indicado: Oscar de melhor mixagem de som - Born on the Fourth of July (1989)